# Ласа (окръг Пафос)
Ла̀са (на гръцки: Λάσα) е село в Кипър, окръг Пафос. Според статистическата служба на Република Кипър през 2001 г. селото има 91 жители.
Намира се на 2 км западно от Фити.